# André Lefèbvre (ingénieur)
Pour les articles homonymes, voir André Lefèvre (homonymie) et Lefèvre.
André René Lefèbvre, né le 19 août 1894 à Louvres (Seine-et-Oise, département actuel Val-d'Oise) et mort le 4 mai 1964 à Saint-Germain-en-Laye (Yvelines), est un ingénieur dans le domaine de l'automobile. Il commence sa carrière aux côtés de Gabriel Voisin. Après un court passage chez Renault, il effectue l'essentiel de sa carrière chez Citroën.
Il est le grand-père de Johann Lefèbvre (né en 1978), animateur de télévision.
André Lefebvre est inhumé au cimetière du Plessis-Robinson. 

## Carrière
Après des études à l'École supérieure d'aéronautique où il entre en 1911, André Lefebvre sort diplômé en 1914. Il débute comme jeune ingénieur pour les usines Gabriel Voisin en 1916 où il conçoit des avions militaires. Il invente le train d'atterrissage à quatre roues et étudie en 1917 un appareil triplan à quatre moteurs couplés par deux.
Après la guerre, toujours au côté de Gabriel Voisin, il se lance dans la conception automobile. Il applique les techniques de l'aviation à l'automobile.

### Pilote automobile
Parallèlement, André Lefèbvre est essayeur et pilote de course automobile :
- Il se classe par exemple 5e au volant d'une des quatre Voisin Laboratoire engagées le 2 juillet 1923 dans le cadre du Grand Prix automobile de France à Tours, les 3 autres se classeront aux places 7; 9; et 17.
- Il est parfois confondu avec Marcel Lefebvre-Despaux qui a remporté le Rallye automobile Monte-Carlo 1927 au volant d'une Amilcar 7 CV à moteur 1 100 cm3 à compresseur.

### Ingénieur

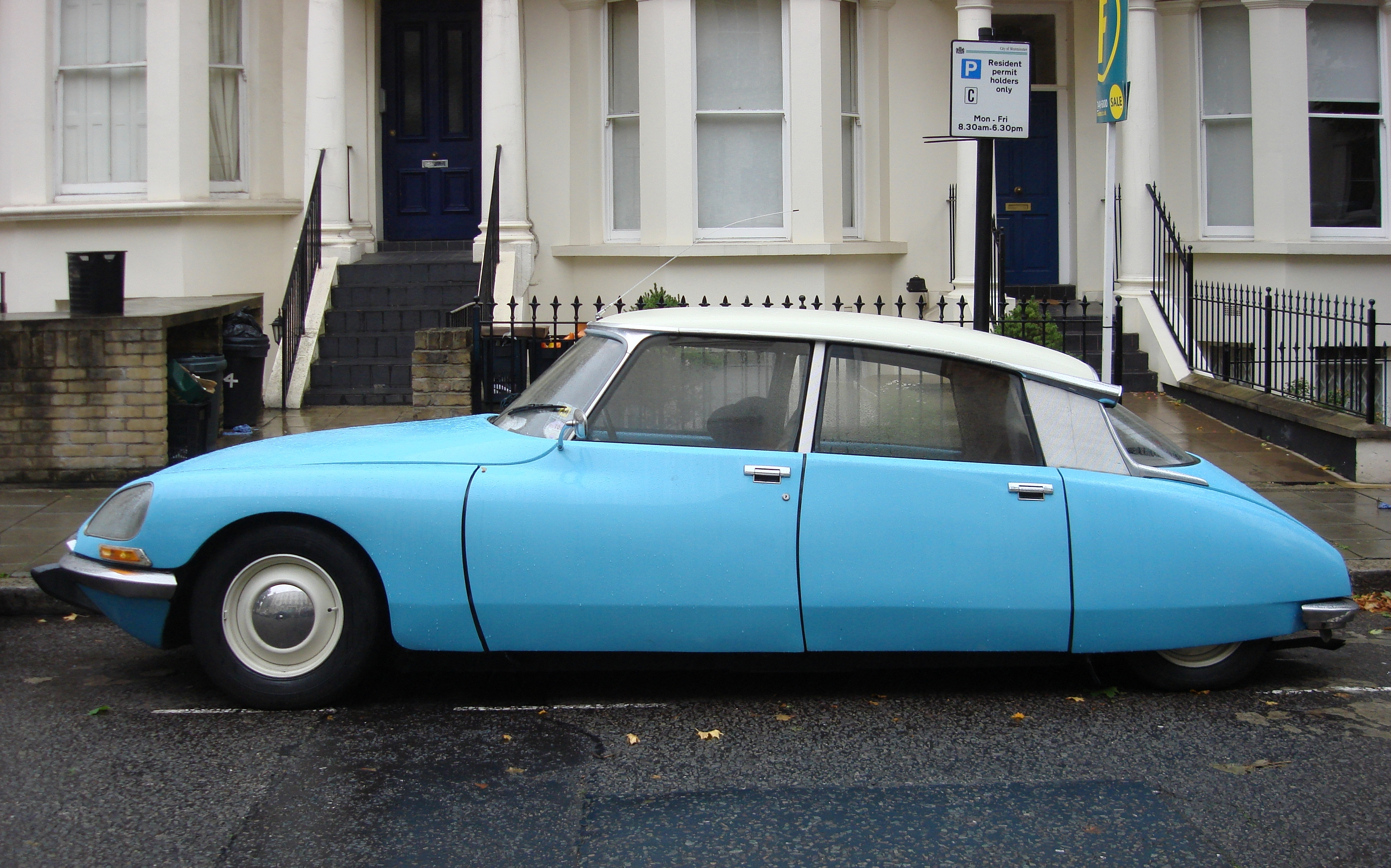
Une Citroën DS Super 5.

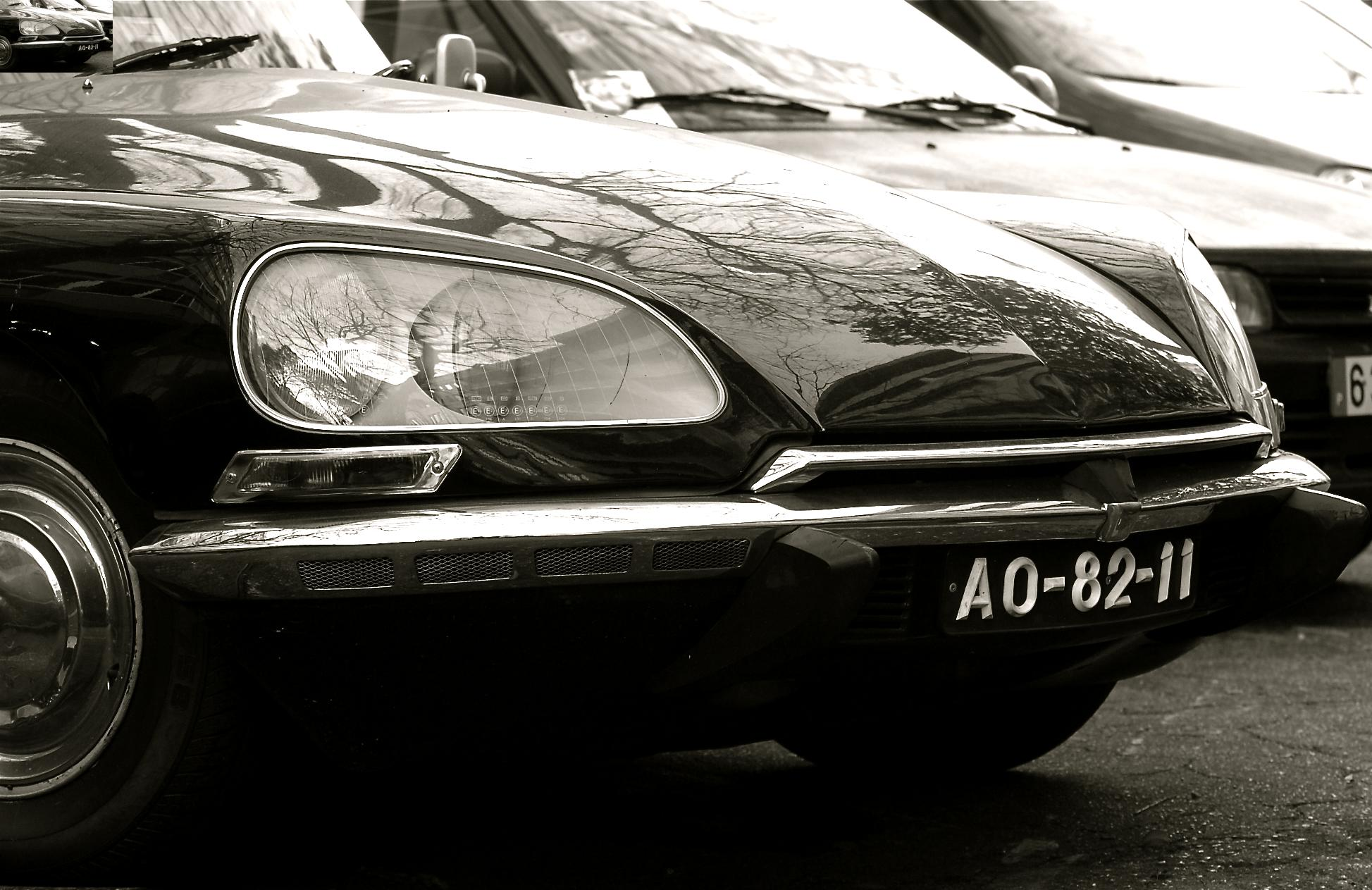
L'avant d'une Citroën DS 23 Pallas.

En 1931, André Lefèbvre commence à travailler pour Louis Renault, et ce jusqu'en 1933. Il quitte alors Renault et il est engagé par André Citroën en mars 1933 avec un statut particulier qui lui apporte une grande liberté dans son travail. Il poursuit l'étude et la construction d'une voiture révolutionnaire : la Traction Avant ; celle-ci voit le jour en mai 1934. Il possède une vision remarquable du modernisme, de l'aérodynamisme et de la légèreté.
Travaillant avec le dessinateur Flaminio Bertoni et l'ingénieur Paul Magès, Lefèbvre dirige ensuite la création de plusieurs modèles : la Citroën Traction Avant, la Citroën 2 CV, la Citroën Prototype C, le Citroën Type H et la Citroën DS. Il travaille également sur des prototypes comme la C10.
Au salon de l'automobile de Francfort de septembre 1956, Ferdinand Porsche disait à propos de la DS19 : « Je connais l'ingénieur qui a conçu cette voiture. Il s'appelle Lefèbvre, n'est-ce pas ? Cet homme a du génie. Je n'ai jamais vu autant de techniques concentrées dans une voiture de série. »

## Voir aussi

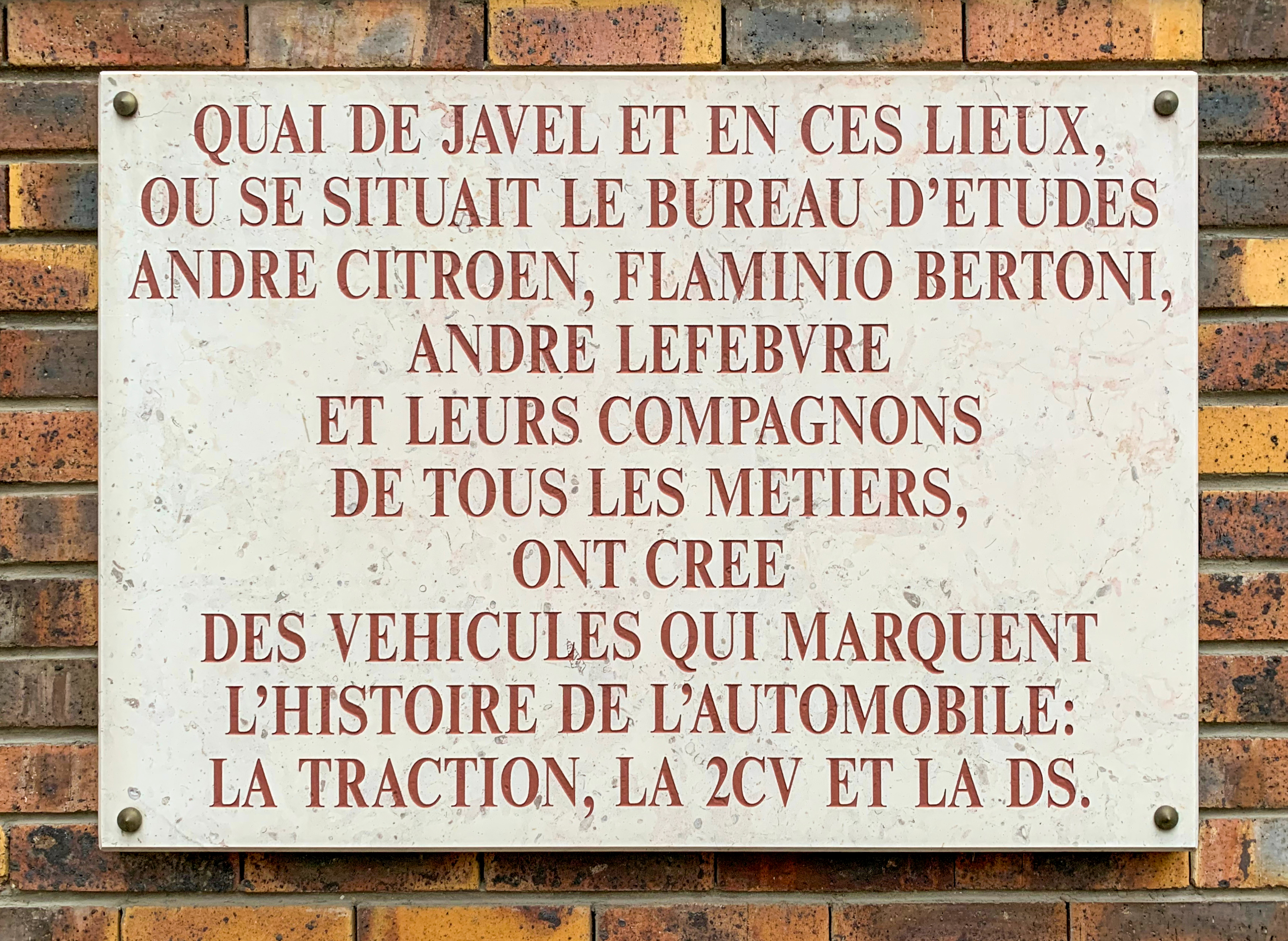
Plaque 44, rue du Théâtre (Paris), rappelant que s'y trouvaient le bureau d'études de Citroën, les usines étant le long du quai de Javel. La plaque mentionne André Citroën, Flaminio Bertoni et André Lefèbvre.